# Liebenstein
Liebenstein é uma vila e antigo município da Alemanha localizado no distrito de Ilm-Kreis, estado da Turíngia.  Pertencia ao Verwaltungsgemeinschaft de Oberes Geratal. Desde 1 de janeiro de 2019, forma parte do município de Geratal.

## Geografia
Liebenstein situa-se no vale do Wilden Gera, entre Plaue e Gräfenroda, a norte da  Floresta de Thüringer. O lado
norte do vale sobe duma forma íngreme para o planalto de Gossel. A sul de Liebenstein a montanha de Gräfenrodaer, com 508 metros de altura.

### Municípios vizinhos
No sentido do ponteiro do relógio, começando a norte:
- Gossel
- Plaue
- Angelroda
- Geschwenda
- Gräfenroda
- Frankenhain
- Crawinkel

## História
A primeira vez que esta pequena terra foi mencionada em documentos, foi em 1303.

## Política
Liebenstein pertence ao Verwaltungsgemeinschaft de Oberes Geratal.

### Conselho
A Câmara Municipal de Liebenstein tem 6 vereadores.
- CDU 6 lugares

(Status: Eleições locais de 27 de Junho de 2004)

### Presidente da câmara
O presidente é Reinhard Dzillak desde 27 de Junho de 2004.

### Artes e Cultura
Sobre a encosta norte do vale do Wilden Gera situa-se o Castelo de Liebenstein construído por volta de 1270. A sua magnífica torre quadrada ainda está preservada. A partir desta tem-se uma ampla visão sobre o Geratal, o Reinsbergen e a floresta de Thüringer.

### Economia e Transportes
Liebenstein é um sítio rural. Os campos estão localizados em ambos os lados do Geratals, uma vez que havia muitos moinhos sobre as Selvagens Gera em torno de Liebenstein. Antigamente existiam muitos moinhos sobre o Wilden Gera em torno Liebenstein.
A aldeia fica no Estreito de Plaue após Gräfenroda. No vale, ao longo de Liebenstein, passa a linha de comboio Erfurt – Würzburg, no entanto Liebenstein não tem a sua própria estação. A estação de comboio mais próxima é Gräfenroda, a cerca de 1,5 km a sudoeste de Liebenstein.